# Adama
Adama (sau Nazret, Nazreth)  este un oraș  în  partea centrală a  Etiopiei,  centru administrativ al statului  Oromia.